# Región de Cavally
Cavally es una de las treinta y una regiones de Costa de Marfil. En mayo de 2014 tenía una población censada de 459 964 habitantes. Está formada por los siguientes departamentos, que se muestran igualmente con población de mayo de 2014:
- Bloléquin 123,336
- Guiglo 176,688
- Taï 102,948
- Toulépleu 56,992[1]